# إليوشن إل-30
إليوشن إل-30 (بالإنجليزية: Ilyushin Il-30) هي قاذفة قنابل من صناعة إليوشن.